# 斎藤寿夫 (画家)
斎藤 寿夫（さいとう ひさお、1914年5月17日 – ）は、日本の画家、イラストレーター。

## 挿絵を担当した書籍
- 『世界の霊恐怖』（庄司浅水、秋田書店、ジュニア版怪奇サスペンス全集1） 1974
- 『世界の残酷ものがたり』（庄司浅水、秋田書店、ジュニア版怪奇サスペンス全集3） 1974
- 『少女パレアナ』（ポーター、谷村まちこ訳、集英社、マーガレット文庫、世界の名作3） 1975
- 『地底人間 秘密の怪獣境』（E・R・バローズ、南山宏訳、秋田書店、SF恐怖シリーズ5） 1975
- 『大地』（パール・バック、小尾芙佐訳、集英社、ジュニア版世界の文学） 1975
- 『新ファウスト物語』（谷口雅春、日本教文社） 1975
- 『南極大陸のたんけん』（那須田稔、岩崎書店、こどもノンフィクション8） 1977
- 『三年生の探検と発見物語』（木暮正夫、集英社、三年生の学級文庫） 1981